# Чорна (Ненецький автономний округ)
Чорна (ненец. Чёрная, рос. Чёрная) — присілок у Заполярному районі Ненецького автономного округу Архангельської області Російської Федерації.
Населення становить 22 особи (2012). Входить до складу муніципального утворення Приморсько-Куйська сільрада.

## Історія
До 1920-их років населений пункт належав до Архангельської губернії. Від 1929 року належить до Ненецького автономного округу, від 2005 — новоутвореного Заполярного району. Згідно із законом від 24 лютого 2005 року органом місцевого самоврядування є Приморсько-Куйська сільрада.

## Населення
| 2002 | 2010 | 2012 |
| ---- | ---- | ---- |
| 19   | ↘5   | ↗22  |